# جوسيبي مورو
جوسيبي مورو (بالإيطالية: Giuseppe Moro)‏ (مواليد 16 يناير 1921) هو لاعب كرة قدم. يلعب مع منتخب إيطاليا لكرة القدم. سبق له أن لعب في كأس العالم لكرة القدم مع منتخب بلاده.

## روابط خارجية
- جوسيبي مورو على موقع الاتحاد الدولي (مؤرشف)  (الإنجليزية)
- جوسيبي مورو على موقع قاعدة بيانات كرة القدم.إي يو (الإنجليزية)
- جوسيبي مورو على موقع ناشيونال فوتبول تيمز (الإنجليزية)
- جوسيبي مورو على موقع Soccerway.com (الإنجليزية)
- جوسيبي مورو على موقع عالم كرة القدم.نت (الإنجليزية)